# Jakub Plichta
Jakub Plichta (zm. 7 lutego 1407 w Wilnie) – biskup wileński, franciszkanin. 

## Życiorys
Przed sakrą biskupią zarządzał klasztorami franciszkańskimi na Litwie. W roku 1398 został biskupem wileńskim. Brał udział w układach między Jagiełłą i Witoldem, był ich gwarantem. Odbudował katedrę wileńską, spaloną podczas pożaru miasta. 
W 1401 roku był sygnatariuszem unii wileńsko-radomskiej.